# Marvel: Future Fight
Marvel: Future Fight — мобильная игра о персонажах Marvel, разработанная Netmarble Monster. Сюжетная линия игры написана Питером Дэвидом.

## Геймплей
В игре 255 игровых персонажей. У героя игрока есть режим атаки по умолчанию, который наносит значительный урон и включает в себя повторяющиеся приёмы ближнего боя / атаки оружия в зависимости от выбранного типа персонажа. Помимо этого, у каждого героя есть дополнительные специальные навыки. Игроку доступны различные игровые режимы, требующие затрату энергии. Основные миссии связаны с сюжетом, а ежедневные задания позволяют получить дополнительные награды, которые можно использовать в игре.

## Реакция
В 2017 году разработчики сообщили, что игроки заработали внутриигрового золота на сумму 166 триллионов долларов. По состоянию на май 2018 года в игре было более 70 миллионов игроков.

## Отзывы
| Сводный рейтинг    | Сводный рейтинг |
| Агрегатор          | Оценка          |
| ------------------ | --------------- |
| Metacritic         | 79/100          |
| Иноязычные издания |                 |
| Издание            | Оценка          |
| Gamezebo           | [ 5 ]           |